# Kiril Petkov
Kiril Petkov Petkov (Bulgaars: Кирил Петков Петков; Plovdiv, 17 april 1980) is een Bulgaars politicus, econoom en ondernemer. Van 13 december 2021 tot 2 augustus 2022 was hij de premier van Bulgarije. 

## Levensloop

### Vroegere leven
Petkov werd op 17 april 1980 geboren in Plovdiv, maar verhuisde in 1987 met zijn ouders, allebei werkzaam als leraar, naar Sofia. In 1994 verhuisde het gezin naar Vancouver (Canada). Hij behaalde zijn bachelor in Financiën aan de Universiteit van Brits-Columbia in Vancouver en zijn master Bedrijfskunde aan de Harvard-universiteit, waar hij onderwijs kreeg van Michael Porter.
Van 2001 tot 2005 werkte Petkov voor het Canadese voedingsbedrijf McCain Foods als manager bedrijfsontwikkeling. Zijn bedrijf ProViotik heeft verschillende patenten in de biotechnologie in de Verenigde Staten.

### Politieke carrière
Kiril Petkov was van 12 mei 2021 tot 16 september 2021 de minister van Economische Zaken in de regering van Janev I. Een paar dagen later richtte hij, samen met Asen Vasilev, de politieke partij "Wij gaan door met de verandering" (Bulgaars: Продължаваме промяната, Prodalzjavame promjanata) op, afgekort PP. Deze partij behaalde 25,32% van de stemmen in de Bulgaarse parlementsverkiezingen van november 2021, waarmee het de grootste partij in het land werd. Uiteindelijk werd Petkov op 13 december 2021 door de Nationale Vergadering met 134 stemmen voor (en 104 stemmen tegen) gekozen tot premier van een regering, bestaande uit PP, BSP, ITN en DB. De tegenstemmen kwamen van de DPS en de Wedergeboortepartij, die ook voor het eerst werd vertegenwoordigd in het parlement.
Op 27 oktober 2021 vernietigde het Hof van Bulgarije met terugwerkende kracht het decreet waarbij Petkov werd benoemd tot minister van Economische Zaken, omdat hij een dubbele nationaliteit bezat (hij had namelijk de Canadese en de Bulgaarse staatsburgerschap). Volgens de Bulgaarse grondwet kunnen enkel Bulgaarse staatsburgers minister worden. In april 2021 verklaarde Petkov afstand te hebben gedaan van zijn Canadese staatsburgerschap.
In de nasleep van de Russische invasie van Oekraïne in 2022 verklaarde hij dat Bulgarije Oekraïense vluchtelingen met open armen zou verwelkomen. Hij verklaarde hierbij: "Deze mensen zijn intelligent en goed opgeleid. Dit is niet de vluchtelingengolf die we gewend zijn. Mensen waarvan we niet zeker waren van hun identiteit, mensen met een onduidelijk verleden, die zelfs terroristen hadden kunnen zijn." Deze uitspraken leidde tot beschuldigingen van racisme, omdat hij vluchtelingen voor diverse conflicten verschillend behandelde.
Het kabinet-Petkov kwam in juni 2022 ten val, nadat coalitiepartner ITN haar steun had ingetrokken en de regering een vertrouwensstemming in het parlement niet overleefde. In augustus van dat jaar werd Petkov als premier opgevolgd door de onafhankelijke Galab Donev.

### Privé
Petkov is sinds 2000 getrouwd met de Canadees Linda McKenzie. Samen hebben ze drie kinderen.
- Gemeinsame Normdatei: 1260632768
- Virtual International Authority File: 6479165628854842480001